# 유영 (촉한)
유영(劉永, ? ~ ?)은 중국 촉한(蜀漢)의 소열제(昭烈帝) 유비(劉備)의 아들로 후주(後主) 유선(劉禪)의 이복동생이다.  자는 공수(公壽).
장무 원년(221년), 유비가 황제에 오르자 노왕(魯王)에 봉해졌다. 유비가 임종할 때 그 자리를 지켰다. 건흥 8년(230년)에, 전년에 동오와 약조하여 노국이 소속된 예주를 동오령으로 정했기 때문에, 촉한령으로 정한 기주에 소속된 감릉왕(甘陵王)으로 바꿔 봉해졌다. 유선의 치세 말기에 득세한 환관 황호(黃皓)와 불목하여 10여 년간 유선을 알현할 수 없었다.
염흥 원년(263년), 촉한이 멸망했고, 이듬해에 낙양(洛陽)으로 이주하고 봉거도위(奉車都衛)에 임명되고 향후(鄕侯)에 봉해졌다.

## 유영의 친족관계

### 관련 인물
유리　유봉　유비　유선

## 같이 보기
- 삼국지 인물 목록
- 진수 (서진)
- 배송지